# Кузнецов, Павел Дмитриевич
Па́вел Дми́триевич Кузнецо́в (1924—2005) — сержант Рабоче-крестьянской Красной Армии, участник Великой Отечественной войны, Герой Советского Союза (1943).

## Биография
Павел Кузнецов родился 3 сентября 1924 года в селе Крутые Хутора (ныне — Липецкий район Липецкой области). После окончания неполной средней школы работал трактористом. В декабре 1942 года Кузнецов был призван на службу в Рабоче-крестьянскую Красную Армию. С марта 1943 года — на фронтах Великой Отечественной войны. К сентябрю 1943 года сержант Павел Кузнецов командовал миномётным расчётом 229-го стрелкового полка 8-й стрелковой дивизии 13-й армии Центрального фронта. Отличился во время битвы за Днепр.
26 сентября — 3 октября 1943 года расчёт Кузнецова участвовал в боях за удержание и расширение плацдарма на западном берегу Припяти в районе села Копачи Чернобыльского района Киевской области Украинской ССР. В тех боях он уничтожил 2 пулемётных точки, 1 миномётный расчёт, 1 автомашину с боеприпасами, большое количество солдат и офицеров противника.
Указом Президиума Верховного Совета СССР от 16 октября 1943 года за «образцовое выполнение боевых заданий командования на фронте борьбы с немецкими захватчиками и проявленные при этом мужество и героизм» сержант Павел Кузнецов был удостоен высокого звания Героя Советского Союза с вручением ордена Ленина и медали «Золотая Звезда» за номером 5911.
После окончания войны Кузнецов вернулся в родные места, где до выхода на пенсию работал в совхозе. Последние годы жизни провёл в Липецке. Скончался 8 февраля 2005 года.
Был также награждён орденом Отечественной войны 1-й степени и рядом медалей.